# Trnovlje pri Celju
Trnovlje pri Celju (pronuncia [təɾˈnoːu̯ljɛ pɾi ˈtsɛːlju]) è un insediamento (naselje) di 1 109 abitanti, della municipalità di Celje nella regione della Savinjska in Slovenia.
L'area faceva tradizionalmente parte della regione storica della Stiria, ora invece è inglobata nella regione della Savinjska.

## Origini del nome
Il nome del paese è cambiato da Trnovlje a Trnovlje pri Celju nel 1953.